# Mihulka
Mihulka (Wieża Prochowa, czes. Prašná věž) – cylindryczna wieża kamienna stojąca na północnej stronie jądra Zamku Praskiego będąca częścią jego historycznych fortyfikacji. Na północ od wieży mieści się stroma skarpa nad Jelenim rowem (Jelení příkop).
Została zbudowana w 1496 przez niemieckiego architekta Benedykta Rejta na zlecenie króla Władysława II Jagiellończyka. Spłonęła w roku 1541, odbudowana z przeznaczeniem na dom i warsztat Tomáša Jaroša, rusznikarza i ludwisarza, który wykonał największy dzwon dla Katedry świętych Wita, Wacława i Wojciecha (18-tonowy dzwon „Zygmunt”). W okresie panowania cesarza Rudolfa II (1576–1612) wieża była pracownią alchemików. W roku 1649, podczas okupacji szwedzkiej, w wieży wybuchnął proch strzelniczy powodując znaczne zniszczenia. Od 1574 służyła jako mieszkania kościelnych z Katedry świętych Wita, Wacława i Wojciecha. Od lat 60. XX wieku w wieży znajduje się muzeum z ekspozycją obejmującą ludwisarnię Tomáša Jaroša i praktyki alchemików.